# Whitney Houston (album)
Whitney Houston – debiutancki album studyjny amerykańskiej wokalistki Whitney Houston, wydany 14 lutego 1985 roku. Jest to najlepiej sprzedający się album artystki (do dziś sprzedał się w nakładzie ponad 25 mln egzemplarzy) i jeden z najczęściej kupowanych albumów w USA i na całym świecie.
W 2003 album został sklasyfikowany na 254. miejscu listy 500 albumów wszech czasów magazynu Rolling Stone.

## Lista utworów
1. „You Give Good Love” (La La) – 4:37
2. „Thinking About You” (Kashif, LaLa) – 5:26
3. „Someone For Me” (Raymond Jones, Freddie Washington) – 5:01
4. „Saving All My Love for You” (Gerry Goffin, Michael Masser) – 3:58
5. „Nobody Loves Me Like You Do” (James Patrick Dunne, Pamela Phillips-Oland) – 3:49
  - Wykonywany przez Whitney Houston & Jermaine Jackson
6. „How Will I Know” (George Merrill, Shannon Rubicam) – 4:36
7. „All At Once” (Masser, Jeffrey Osborne) – 4:29
8. „Take Good Care Of My Heart” (Steve Dorff, Pete McCann) – 4:16
  - Wykonywany przez Whitney Houston & Jermaine Jackson
9. „Greatest Love of All” (Linda Creed, Masser) – 4:51
10. „Hold Me” (Creed, Masser) – 6:00
  - Wykonywany przez Whitney Houston & Teddy Pendergrass

## Single
- „You Give Good Love”
- „Saving All My Love for You”
- „How Will I Know”
- „Thinking About You”
- „Greatest Love of All”

## Pozycje na listach
Album – Billboard (USA)
| Rok  | Lista                  | Pozycja |
| ---- | ---------------------- | ------- |
| 1986 | Billboard 200          | 1       |
| 1985 | Top R&B/Hip-Hop Albums | 1       |
| 1986 | Australia              | 1       |

Album – Kent Music Report (Australia)
| Rok  | Lista                                     | Pozycja |
| ---- | ----------------------------------------- | ------- |
| 1986 | Australian Kent Music Report Albums Chart | 1       |

Single – Billboard (USA)
| Rok  | Singel                       | Lista                              | Pozycja |
| ---- | ---------------------------- | ---------------------------------- | ------- |
| 1985 | „How Will I Know”            | Adult Contemporary                 | 1       |
| 1985 | „How Will I Know”            | Hot R&B/Hip-Hop Singles & Tracks   | 1       |
| 1985 | „How Will I Know”            | The Billboard Hot 100              | 1       |
| 1985 | „Saving All My Love for You” | Adult Contemporary                 | 1       |
| 1985 | „Saving All My Love for You” | Hot R&B/Hip-Hop Singles & Tracks   | 1       |
| 1985 | „Saving All My Love for You” | The Billboard Hot 100              | 1       |
| 1985 | „Thinking About You”         | Hot Dance Music/Club Play          | 24      |
| 1985 | „Thinking About You”         | Hot R&B/Hip-Hop Singles & Tracks   | 10      |
| 1985 | „You Give Good Love”         | Adult Contemporary                 | 4       |
| 1985 | „You Give Good Love”         | Hot R&B/Hip-Hop Singles & Tracks   | 1       |
| 1985 | „You Give Good Love”         | The Billboard Hot 100              | 3       |
| 1986 | „Greatest Love of All”       | Adult Contemporary                 | 1       |
| 1986 | „Greatest Love of All”       | Hot R&B/Hip-Hop Singles & Tracks   | 3       |
| 1986 | „Greatest Love of All”       | The Billboard Hot 100              | 1       |
| 1986 | „How Will I Know”            | Hot Dance Music/Club Play          | 3       |
| 1986 | „How Will I Know”            | Hot Dance Music/Maxi-Singles Sales | 2       |

## Nagrody
Nagroda Grammy
| Rok  | Zwycięzca                    | Kategoria                         |
| ---- | ---------------------------- | --------------------------------- |
| 1985 | „Saving All My Love for You” | Best Female Pop Vocal Performance |

American Music Awards
| Rok  | Zwycięzca                    | Kategoria                |
| ---- | ---------------------------- | ------------------------ |
| 1986 | „You Give Good Love”         | Favorite Soul/R&B Single |
| 1986 | „Saving All My Love for You” | Favorite Soul/R&B Video  |
| 1987 | Whitney Houston              | Favorite Soul/R&B Album  |
| 1987 | Whitney Houston              | Favorite Pop/Rock Album  |
| 1987 | „Greatest Love of All”       | Favorite Soul/R&B Video  |

Billboard Music Awards
| Rok  | Zwycięzca       | Kategoria     |
| ---- | --------------- | ------------- |
| 1986 | Whitney Houston | Top Pop Album |

Rolling Stone Readers/Critics Picks
| Rok  | Zwycięzca       | Kategoria              |
| ---- | --------------- | ---------------------- |
| 1986 | Whitney Houston | Best Album of the Year |